# Cnaphalocrocis sanitalis
Cnaphalocrocis sanitalis là một loài bướm đêm trong họ Crambidae.